# Хуан Батиста Мартинес дел Масо
Хуан Батиста Мартинес дел Масо (на испански: Juan Bautista Martínez del Mazo, род. 1612 г. Куенка – ум. 10 февруари 1667 г. Мадрид) – испански художник от епохата на барока, представител на художествената школа на Диего Веласкес и негов зет, придворен художник.

## Бракове
Хуан дел Масо е три пъти женен. Неговата първа съпруга е дъщерята на неговия учител, Франциска де Силва Веласкес и Пачеко (1619 – 1658), от този брак се раждат пет деца. Франциска де Силва умира скоро след раждане на своето последно дете. По-късно Хуан се жени за Франциска де ла Вега, която му ражда четирима синове. Именно нея и децата им запечатва художника на платното „Портрет семейството на художника“. Франциска де ла Вега умира в 1665 година. Третата му съпруга е родственица на предишната, Ана де ла Вега.

## Галерия[4]
- „Лов на елени“
- „Пътят към Сарагоса“
- Маргарита-Тереза Испанска в траурна рокля
- Жена със спящо дете
- Инфанта Маргарита – реплика на картина на Веласкес
- Портрет на Мариана Австрийска като вдовица